# Мачигенга (язык)
Язык мачигенга (исп. machiguenga) или матсигенга (исп.  matsiguenga) — это язык одной из народностей перуанской Амазонии, относящийся к аравакской (майпурской) языковой семье. Из приблизительно 15000 этнических мачигенга языком владеют менее 12 000 человек. Основная масса носителей сосредоточена в бассейне реки Урубамба (департамент Куско). Незначительное количество проживает в бассейне реки Ману.
До начала XX века этнической границей между кечуа и мачигенга в долине Урубамбы был посёлок Ильяпани. В настоящее время выходцы из кечуаязычных областей продвинулись на север, что, однако, не повлекло исчезновение таких  традиционно мачигенгских поселений, как Чирумбия и Корибени. В низовьях Урубамбы носители мачигенга соседствуют с сепауанскими йине (исп. Yine del Sepahua).

## Характеристика
Типологически мачигенга — полисинтетический язык с агглютинативным строем. Некоторые лингвисты считают его языком с почти исключительно вершинным маркированием. Глагольные показатели лица являются аргументами. Однако при этом нельзя утверждать, что мачигенга — язык с местоименными аргументами, так как употребление показателей лица необязательно, и их можно заменить референциальной именной группой.